# Ecphorella wellmani
Ecphorella wellmani (лат.) — вид мелких муравьёв подсемейства Долиходерины. Эндемик Африки.

## Распространение
Африка: Ангола (Benguela, типовой экземпляр собран энтомологом Creighton Wellman, в честь которого и был назван вид).

## Описание
Мелкие муравьи размером около 2 мм. Окраска тела темно-коричневая. Вертекс головы рабочих вогнутый; переднебоковой клипеальный край со слегка расширенными углами кпереди от медиолатеральной области; формула щупиков редуцирована; метанотальная борозда узка, отчетливая выемка на относительно плоской дорсальной поверхности мезосомы; проподеальное дыхальце дорсальное и заднее, расположено около проподеального угла; чешуйка петиоля сильно наклонена вперед и при этом передняя сторона поверхность намного короче задней.